# Histoire de la Corée du Sud
Cette page contient des caractères spéciaux ou non latins. S’ils s’affichent mal (▯, ?, etc.), consultez la page d’aide Unicode.
Pour l'histoire générale de la Corée, voir Histoire de la Corée.
La Corée du Sud est issue le 15 août 1948 de la partition de la péninsule coréenne, qui avait été occupée par l'empire du Japon de 1905 à 1945.
L'histoire de la Corée du Sud est donc « la moitié » des phases moderne et contemporaine de l'histoire de la Corée, depuis 1948.

## L'indépendance et la partition
La farouche résistance coréenne à l'occupation japonaise, menée notamment en Corée, en Chine et en Union soviétique par les troupes communistes de Kim Il-sung, vaut au gouvernement provisoire coréen en exil à Washington et dirigé par Syngman Rhee (이승만) d'obtenir des grandes puissances l'indépendance de son pays à la Conférence du Caire (1943). À la conférence de Potsdam, il est décidé que les quatre Grands (Union soviétique, États-Unis, Chine et Royaume-Uni) garantiront conjointement l'indépendance du pays.
Mais le sort de la Corée se révèle bientôt : peu après, l'URSS et les États-Unis décident de désarmer ensemble l'armée japonaise présente en Corée, les premiers au nord, les seconds au sud. Les États-Unis proposent le 38e parallèle comme ligne de démarcation.
Entrée en guerre contre le Japon le 9 août 1945, l'URSS franchit peu après la frontière coréenne, alors que les Américains ne débarquent en Corée que le 8 septembre 1945, après la signature des actes de capitulation du Japon ayant entraîné le départ des troupes japonaises de Corée.
Dans la zone sud, Yo Unhyŏng (nationaliste de gauche) crée un « comité pour la préparation de l'indépendance de la Corée », à majorité communiste, qui proclame l'établissement d'une république populaire de Corée le 6 septembre opposé au gouvernement provisoire de Syngman Rhee.
Les États-Unis décident alors l'installation d'un gouvernement militaire à Séoul le 9. Le général Hodge, chef des troupes d'occupation américaines, supprime les comités de libération nationale, et maintient les fonctionnaires japonais et coréens de l'administration impériale japonaise, tout en confiant le maintien de l'ordre à la police japonaise. Contrairement à la Corée du Nord, la Corée du Sud n'a ainsi pas conduit d'épuration des collaborateurs pro-japonais de la nouvelle administration sud-coréenne.
Le gouvernement militaire américain déclare illégale la république proclamée le 6, et démet Yo Unhyŏng de ses fonctions. Syngman Rhee rentre en Corée en octobre.
La question de l'indépendance de la Corée ne peut être résolue entre les deux Grands réunis au sein d'une commission américano-soviétique, dont les travaux commencent en janvier 1946. Les États-Unis font adopter par l'Assemblée générale des Nations unies en 1947 le principe d'élections organisées sous l'égide de l'ONU, malgré le vote contre de l'URSS qui considère alors l'Organisation des Nations unies comme une organisation pro-américaine.
En réponse, une conférence réunissant des organisations du Nord et du Sud se tient à Pyongyang, au Nord, en avril 1948.
Des élections organisées dans la seule partie sud, dans le cadre de la résolution adoptée par l'ONU sur l'initiative des États-Unis, se tiennent le 10 mai 1948 et conduisent à l'élection de Syngman Rhee comme premier président de la république de Corée (généralement appelée Corée du Sud), le 15 août 1948, troisième anniversaire de la libération. Des guérillas de gauche, très actives, s'opposent toutefois au nouveau régime sud-coréen dès sa fondation et sont vivement réprimées : dans l'île de Cheju, où la gauche a pris les armes. Au moins 14 000 personnes ont été tuées, peut-être jusqu'à 30 000 jusqu'à ce que la rébellion soit finalement réprimée en mai 1949. La grande majorité des décès sont survenus après l'indépendance de la Corée du Sud, sous Syngman Rhee, en août 1948. Selon la Commission vérité et réconciliation en 2005, 86% des personnes ont été tuées par des soldats gouvernementaux ou des milices anticommunistes,,. Le régime lance des représailles sanglantes contre les communistes dans l'ensemble du pays (200 000 victimes entre 1946 et 1950).
Dans le nord du pays, la politique communiste fut loin de faire l'unanimité. Par exemple, dès 1947, de très nombreux habitants de la province de Hwanghae, vaste zone agricole situé juste au nord du 38e parallèle sur la cote ouest de la péninsule, avaient protesté contre le système de conscription mis en place par Kim Il-sung. Leurs attaches culturelles familiales et culturelles avec le Sud étaient si fortes que certains fuirent dans les collines, quelques-uns prirent les armes et d’autres traversèrent la frontière.
Au Nord, des élections législatives (organisées clandestinement au Sud) sont tenues le 25 août 1948. Le 9 septembre 1948, l'Assemblée populaire suprême ainsi élue proclame la république populaire démocratique de Corée (appelée couramment Corée du Nord) à Pyongyang.

## La guerre de Corée
Les origines de la guerre de Corée, du 25 juin 1950 au 27 juillet 1953, donnent lieu à des interprétations divergentes au Nord et au Sud. Pour Séoul et la communauté internationale, la guerre a été déclenchée par une agression nord-coréenne selon un plan établi préalablement en liaison avec Moscou, ce qui a été démontré par l'ouverture des archives soviétiques. Pour Pyongyang, le franchissement par ses troupes du 38e parallèle est la riposte à une attaque surprise de l'armée sud-coréenne sous le commandement de conseillers américains. De fait, la multiplication des incidents de frontières témoignait d'une aggravation des tensions militaires à la veille du conflit.
La guerre de Corée s'achève par un retour au statu quo ante bellum le 27 juillet 1953 (signature d'un armistice). La guerre a fait deux millions de victimes, déplacé des millions de personnes et séparé des centaines de milliers de familles.

## Le gouvernement Syngman Rhee
La reconstruction de la Corée du Sud, très affectée par la guerre et ayant un produit national brut par habitant d'un niveau parmi les plus bas du monde, bénéficie de l'aide américaine distribuée de manière sélective, en particulier aux proches du nouveau régime. Dès son origine, le gouvernement de Syngman Rhee est ainsi marqué par le clientélisme et la corruption, tandis que l'économie sud-coréenne ne progresse pas et que ses habitants restent parmi les plus pauvres de l'Asie. La présence américaine, ininterrompue depuis la guerre de Corée, suscite un fort ressentiment au sein de la population, alors que les troupes étrangères se sont retirées de Corée du Nord depuis la fin des années 1950.
En 1952, en pleine guerre de Corée, Syngmann Rhee réforme la Constitution pour être élu au suffrage universel direct, et non plus par l'assemblée, afin d'éviter d'être mis en minorité par son propre parti. Il fait à nouveau modifier la constitution en 1954 pour pouvoir être réélu une nouvelle fois.
En 1960, la manipulation des élections permet au parti libéral au pouvoir d'obtenir officiellement 87 % des voix. Des manifestations d'étudiants, initiées par les étudiants de Daegu soutenus par leurs professeurs, provoquent alors la chute de la Première république : Syngmann Rhee démissionne le 26 avril et se réfugie aux États-Unis, à Hawaii.

## L'expérience démocratique de1960et la Deuxième République (1960-1963)
En avril, un régime parlementaire est instauré, et Yun Po-sun est élu président en août 1960.
Le nouveau pouvoir est toutefois affecté par la crise économique et sociale, ainsi que des dissensions entre le nouveau chef de l'État et son premier ministre Chang Myon, tandis que la Corée du Nord propose une réunification pacifique au sein d'un État confédéral.
Le 16 mai 1961, un coup d'État militaire porte au pouvoir le général Park Chung-hee, nouveau chef du Conseil suprême pour la reconstruction nationale, qui dissout l'Assemblée nationale démocratiquement élue en 1961. Un référendum constitutionnel, organisé en décembre 1962, met formellement fin à la Deuxième République : les Troisième (1963-1972) et Quatrième (1972-1980) républiques sont des régimes de dictature dominés par le général Park Chung-hee.

## La dictature de Park Chung Hee

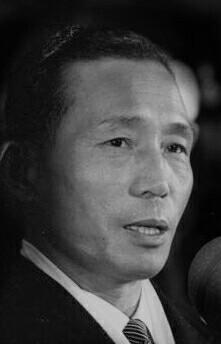
Park Chung-hee.

En octobre 1963, Park Chung-hee l'emporte de justesse sur l'ancien chef de l'État Yun Po-sun à l'élection présidentielle, mais son parti (démocrate républicain (en)) obtient une très forte majorité aux élections législatives de novembre. Park, qui proclame l'état d'urgence, dissout le Parlement et établit une dictature, est réélu en 1967 et en 1971, cette seconde fois contre Kim Dae-jung, figure de l'opposition. Les élections sont marquées par la fraude, et l'opposition sans cesse menacée par le pouvoir, tandis que Park Chung-hee avait réussi, avec l'aide de son parti, à réformer l'année précédente la Constitution afin de lui permettre de briguer un troisième mandat.
Aussitôt réélu, Park Chung-hee proclame à nouveau l'état d'urgence, suspend la Constitution et la supprime en octobre 1972. En décembre 1972, il fait adopter par référendum la Constitution Yusin dans un contexte de censure et de fraudes importantes : c'est la Quatrième République de Corée du Sud (en) qui commence, dictature qui ne terminera qu'avec la mort de Chung-hee (1979). Celui-ci s'était inspiré de l'exemple de Ferdinand Marcos, aux Philippines, pour son mode de gouvernance.
En août 1973, le KCIA (Korean Central Intelligence Agency, liée de près à la CIA) enlève l'opposant Kim Dae-jung. L'ordre d'exécution est annulé au dernier moment, alors qu'il était enchaîné avec des blocs de béton sur un bateau en haute mer, grâce à la décision de l'ambassadeur américain, Philip Habib, qui fit tout pour le sauver en exerçant des pressions sur tous les responsables coréens. Dae-jung avait déjà été la cible d'un attentat, en mai 1971, qui avait été maquillé en accident de la route.
La dictature de Chung-hee met parallèlement en place les bases de la modernisation économique de la Corée, parmi les plus rapides de l'histoire économique moderne, tout en se heurtant à l'opposition croissante des intellectuels. La Corée du Sud a suivi une politique économique très protectionniste : la plupart des produits d'importation sont interdits, le système financier est nationalisé, des plans quinquennaux sont adoptés, l’État n'emprunte que très peu et les investissements étrangers ne sont pas favorisés. Une réforme agraire conduit à l'expropriation sans compensation des grandes propriétés japonaises et les terres ont été divisées en petites parcelles. Les paysans sont cependant obligés par la loi de vendre leur production à bas prix, ce qui les laisse dans la pauvreté.
Du fait du contexte de guerre froide et de sa situation géographique, la Corée du Sud fut particulièrement privilégiée par les États-Unis qui lui apportèrent une forte aide économique annuelle. Le fer de lance de la politique gouvernementale fut la création des chaebol ; ces conglomérats familiaux (Hyundai, Samsung, LG Group, etc) bénéficièrent de subventions publiques, de protection face à la concurrence internationale, de terrains mis à leur disposition, d'une faible fiscalité et de normes spécifiques. L'essor économique a aussi été favorisé par les importants investissements japonais à la suite du traité nippo-sud-coréen du 22 juin 1965. Mais surtout, le régime instaure une discipline intraitable dans l'organisation du travail. Les ouvriers sont temporairement tenus de travailler gratuitement et sont astreints aux semaines de travail les plus longues au monde. Ils ne peuvent s'organiser en syndicat.
À partir de 1975, les sans-abris font l'objet d'arrestations systématiques par les services de police et sont exploités dans des camps de travail.
Au niveau international, les relations avec le Japon, ancienne puissance coloniale, sont normalisés en juillet 1965 et conduisent au versement de réparations par le Japon, sans que tous les aspects liés à la période de l'occupation ne soient encore réglés (notamment la question des femmes de réconfort coréennes, esclaves sexuelles pour les soldats japonais pendant l'occupation). La Corée du Sud est par ailleurs l'un des alliés les plus fidèles des États-Unis, et parmi les plus impliqués à leurs côtés, dans la guerre du Viêt Nam.
C'est sous sa dictature que s'immola par le feu Jeon Tae-il, militant des droits des travailleurs.
Park Chung-hee est assassiné le 26 octobre 1979 par Kim Jae-gyu, son ami de longue date alors à la tête de la KCIA, ouvrant la voie à une transition démocratique.

## La Cinquième République (1979-1987) et la transition vers la démocratie (1987-1993)
Le 12 décembre 1979, le général Chun Doo-hwan (전두환), chef de la sécurité militaire, rivale de la  KCIA (Korean Central Intelligence Agency), la police secrète sud-coréenne, fait procéder à l'arrestation de militaires de haut rang accusés d'être impliqués dans l'assassinat de Park. Le 27 août 1980, Chun Doo-hwan (전두환) devient président, après l'éviction du chef de l'État par intérim, le général Choe Kyu-ha, qui était le premier ministre du général Park (박정희) et avait amorcé une politique de relative libéralisation politique (ayant notamment conduit à la libération de l'opposant historique Kim Dae-jung (김대중)).
En mai 1980, le soulèvement de la ville de Kwangju (광주), révélateur des inégalités sociales et régionales dans la forte croissance économique sud-coréenne, est violemment réprimé (trois cents morts selon les chiffres officiels, au moins deux mille d'après des sources officieuses).
Le 7 octobre 1983, en déplacement officiel à Rangoun, le général Chun Doo-hwan échappe à un attentat qui coûte la vie à l'ensemble des membres du gouvernement qui l'accompagnaient, attribué par Séoul à la Corée du Nord malgré les démentis de Pyongyang.
La constitution instituant la VIe république est votée le 25 février 1988, le président est élu pour cinq ans et son mandat est non renouvelable et l'Assemblée nationale de 273 membres est élue pour quatre ans.
Le général Roh Tae-woo, choisi comme héritier par Chun Doo-hwan au sein du parti de la démocratie et de la justice au pouvoir, est élu le 25 février 1988 contre une opposition divisée entre Kim Dae-jung (김대중) et Kim Young-sam (김영삼), dans des conditions plus démocratiques que les précédents scrutins présidentiels. Plus de trois mille prisonniers politiques sont libérés entre 1988 et 1990, comme Ri In-mo qui avait été emprisonné pendant trente-quatre ans.
La tenue des XXIVe Jeux olympiques à Séoul, en septembre 1988, coïncide avec des succès diplomatiques, marqués principalement par l'établissement de relations diplomatiques avec l'URSS en 1990, la république populaire de Chine en 1992 et l'entrée conjointe des deux Corée à l'ONU.
Le régime reste contesté par une forte opposition, notamment des milieux étudiants. La corruption reste endémique : entre 1988 et 1992, le parti du président Roh (노태우) aurait détourné plus de 600 millions de dollars.

## La Corée du Sud depuis 1993
Élu président en 1993 avec le soutien du président sortant Roh (노태우), grâce notamment aux sommes détournées pendant son mandat[réf. nécessaire], Kim Young-sam (김영삼) est le premier civil à occuper le poste depuis 1961.

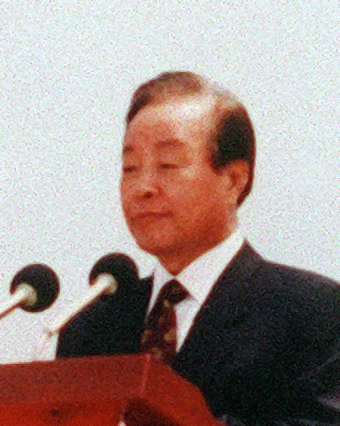
Kim Young-sam.

La présidence de Kim Young-sam (김영삼) (1993-1998), premier chef d'État de la Sixième République, est marquée par la construction (par la France) du TGV en Corée (KTX), à l'occasion de laquelle un manuscrit ancien détenu par la France à la suite de l'expédition Roze de 1866 est restitué à la Corée du Sud sans que le contentieux sur ces éléments du patrimoine culturel coréen ne soit entièrement résolu (en particulier, la France n'a pas restitué le plus ancien ouvrage connu imprimé en caractères mobiles métalliques au monde, daté du XIVe siècle, qui est coréen).
Parmi plusieurs catastrophes révélatrices notamment de la corruption du régime, l'effondrement du grand magasin Sampoong (삼풍 백화점), dû au non-respect des normes de construction, cause cinq cents morts. La loi du 26 décembre 1996 limitant les libertés syndicales entraîne des manifestations de plusieurs centaines de milliers de personnes. Enfin, la crise asiatique se traduit par la nécessité de solliciter un prêt au FMI de 58 milliards de dollars, ce que les Coréens interprètent comme une humiliation nationale ; la crise conduit au début du démantèlement des conglomérats industriels et financiers coréens, les chaebols (재벌).
L'opposant Kim Dae-jung (김대중) (au pouvoir de 1998 à 2002) succède à Kim Young-sam (김영삼), devenu très impopulaire. Il poursuit la libéralisation économique et opère un rapprochement diplomatique avec la Corée du Nord en rencontrant Kim Jong-il en 2000.
En 2002, le président Roh Moo-hyun (노무현), appartenant au Parti démocratique du millénaire (PDM, 열린우리당), comme Kim Dae-jung (김대중), succède à ce dernier dont il poursuit la politique d'ouverture au Nord, critiquée par l'opposition de droite. À la suite de la destitution le 12 mars 2004 du président Roh, accusé de corruption, par le Parlement, les élections législatives anticipées du 15 avril 2004 marquent le succès du parti Uri (열린우리당), issu de la minorité du PDM restée favorable au chef de l'État. À la suite de plusieurs revers du parti Uri lors d'élections partielles, la majorité parlementaire relative du président Roh(노무현) a besoin de l'appoint du Parti démocratique du travail de Corée.
Les protestations médiatisées de paysans sud-coréens lors du sommet de l'OMC qui s'est tenu à Hong-Kong, ou la grève générale lancée en février 2006 par la confédération coréenne des travailleurs coréens (KCTU) contre le travail précaire (voir l'article ) témoignent d'une importante mobilisation sociale en Corée du Sud.
Au début de l'été 2006, la Corée du Sud a effectué une mission d’étude dans les eaux autour des rochers Liancourt (appelés îles Dokdo (독도, en hanja : 獨島) en coréen, et Takeshima (竹島) en japonais, sous son contrôle. mais dont la souveraineté est réclamée également par le Japon. La Corée du Sud proteste contre la modification des livres d'histoire au Japon, montrant ces îles comme propriétés du Japon.

### 2007, victoire du parti Senuri, regain de tension avec la Corée du Nord

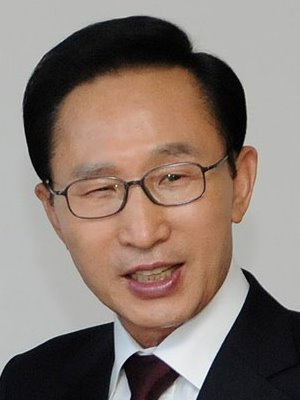
Lee Myung-bak

Lors de l'élection présidentielle du 19 décembre 2007, Lee Myung-bak du parti Saenuri, est élu président de la république.
Le 26 mars 2010 se produit l'incident de Baengnyeong, dans lequel, lors de manœuvres de la marine coréenne, une corvette se brise et sombre. Le Sud accuse le Nord, le Nord dément.
Lors de l'élection présidentielle sud-coréenne de 2012, Park Geun-hye, fille de l'ancien dictateur, du parti Saenuri également, le remplace.
En août 2012, un regain de tension autour des rochers Liancourt se produit entre la Corée du Sud et le Japon.
En juillet 2013, le parti Saenuri, au pouvoir, attaque l'ancien parti de Roh Moo-hyun, au pouvoir jusqu'en 2007, et l'accuse d'avoir mis en danger la Corée du Sud en voulant se rapprocher avec la Corée du Nord et d'avoir détruit les documents de ces relations de 2007.
Le 16 avril 2014, un ferry, le Sewol, avec 300 étudiants à bord, fait naufrage. Des problèmes liés à la corruption sont rapidement pointés du doigt,. La gestion de ce naufrage voit la popularité de la présidente baisser de 13 % en un mois pour passer sous les 50 %, à 47,7 % de sondés satisfaits, puis continue de s’éroder pour atteindre en décembre 2014 39,7 % de satisfaits.
En décembre 2014, la cour constitutionnelle sud-coréenne dissout, à la demande du gouvernement coréen, le  parti progressiste unifié (UPP, 통합진보당), d'opposition, dont les partisans sont favorables à la paix et au rapprochement avec le Nord. C'est la première fois depuis la fin de la dictature de 1987 que ce type de demande est formulé. La précédente remontait à 1958. Ce parti créé en décembre 2011 avait pris 6 sièges aux élections législatives de 2012. Le dirigeant du parti avait été arrêté le 4 septembre et accusé de trahison. La demande de dissolution émise en novembre 2014 par Hwang Kyo-ahn (황교안), ministre de la justice, accuse le parti d'être une organisation révolutionnaire et de vouloir renverser le gouvernement. Au même moment, Ahn Cheol-soo (안철수), alors député et ancien candidat à l’élection présidentielle de 2012, annonce sa volonté de créer son propre parti.

## Relations avec la Corée du Nord: entre détente et tensions
De 1962 à 1968, le régime nord-coréen avait cru que le sud se soulèverait de lui-même. Pour hâter l'apparition du « moment décisif », il avait envoyé dans le sud des agents subversifs et des équipes de guérillas qui furent vite neutralisés. De leur côté, les services secrets sud-coréens de l'Unité de renseignement militaire (AIU) auraient recruté, à eux seuls, 40 000 espions en Corée du Nord depuis plus d'un demi-siècle. Leurs familles ignorent ce que nombre d'entre eux sont devenus.
Les deux pays se sont développés rapidement, et dans les années 1970, avaient le même niveau d'équipement. Le ralentissement de la croissance économique en Corée du Nord a ensuite conduit à un décrochage au profit de la Corée du Sud.
États rivaux prétendant chacun représenter l'ensemble de la péninsule coréenne, la Corée du Sud et la Corée du Nord n'ont entamé un dialogue qu'à partir de 1972, à l'initiative de la Corée du Nord, après la proposition formulée par Pyongyang (평양) d'une république confédérale sous la Seconde république de Corée du Sud (en) (1960-1962).
Les deux États sont entrés conjointement à l'ONU après la fin de la guerre froide.
Plusieurs accrochages graves se sont toutefois encore produits à la fin des années 1990, des espions ou prétendus tels ayant été abattus tant par le Nord que par le Sud : 
- en septembre 1996 : un sous-marin nord-coréen s'échoue sur les côtes sud-coréennes : selon le gouvernement sud-coréen, il s'agissait d'une tentative de débarquement d'un commando lourdement armé[22]. 24 Nord-Coréens sont tués ainsi que 16 Sud-Coréens dans une chasse à l'homme de 49 jours ;
- en juin 1998, un sous-marin nord-coréen est coulé en mer du Japon ;
- en juin 1999, la marine sud-coréenne coule plusieurs navires nord-coréens qui avait remis en question la ligne de partage des zones de pêches en pénétrant dans les eaux revendiquées par le Sud : trente marins nord-coréens sont portés disparus[23] ;
- en décembre 1999, un sous-marin nord-coréen est coulé dans le détroit de Corée.

Depuis la déclaration conjointe du 15 juin 2000 entre Kim Dae-jung (김대중) et son homologue nord-coréen Kim Jong-il (김정일), les deux Corée ont engagé une nouvelle phase historique de rapprochement, marquée par une intensification des échanges humains et commerciaux, la rencontre de familles séparées et la mise en place de dispositifs destinés à prévenir les incidents militaires (voir l'article sur l'histoire de la Corée du Nord et les articles détaillés Relations inter-Corées et Réunification de la Corée).
Cependant, la Corée du Nord tira sept missiles balistiques le 4 juillet 2006, et a ainsi entraîné une situation de tension internationale qui s'est prolongée avec le premier essai nucléaire souterrain nord-coréen le 9 octobre 2006. Cet essai a déclenché une condamnation de la communauté internationale, y compris la république populaire de Chine, principal soutien de la Corée du Nord.
Entre les 25 au 28 juillet 2010, la Corée du Sud et les États-Unis débutent des manœuvres de grande ampleur en mer du Japon : le porte-avions George Washington, 20 autres navires et sous-marins, ainsi que 200 avions, et en tout 8 000 soldats participent aux opérations. Quatre observateurs japonais sont à bord du porte-avion. Les États-Unis déclarent qu'il s'agit d'un signal envoyé a la république populaire de Corée du Nord, pour lui signifier qu'aucune agression ne serait tolérée dans la région,. En réponse, les représentants de la Corée du Nord, à un forum régional sur la sécurité se déroulant à Hanoï, au Vietnam, déclarent que ces manœuvres menacent la paix mondiale.
Le 23 novembre 2010, la Corée du Nord a, durant des exercices militaires de la Corée du Sud sur l'île, bombardé la petite île de Yeonpyeong, disputée entre les deux Corées. Ce bombardement a fait des victimes militaires et civiles. La Corée du Sud a répliqué sans communiquer la méthode employée. Le Japon a annoncé qu'il se préparait à toute éventualité, la Chine s'est dite inquiète de la stabilité dans la région, et la Russie, l'Union européenne et les États-Unis ont condamné le bombardement.